# 구라테역
구라테역(일본어: 鞍手駅)은 일본 후쿠오카현 구라테군 구라테정에 위치한 규슈 여객철도 지쿠호 본선의 철도역이다. 상대식 승강장 2면 2선의 구조를 갖춘 지상역이다.

## 이용 현황
- 2009년 : 1,582명.

## 역 주변
- 이마무라 공민관
- 구라테 정청
- 온가 강
- 규슈 자동차도 구라테 나들목

## 역사
- 1987년 7월 1일 : 개업.
- 2004년 7월 1일 : 간이위탁역으로부터 유인화, 업무위탁역으로 한다.
- 2009년 3월 1일 : IC카드 SUGOCA 사용 개시.
- 2011년 10월 1일 : 이 역 앞 발착의 노선 버스가 증편.

## 인접 역
| 지쿠호 본선            | 지쿠호 본선         | 지쿠호 본선              |
| ---------------------- | ------------------- | ------------------------ |
| 지쿠젠하부 오리오 방면 | ■ 후쿠호쿠유타카 선 | 지쿠젠우에키 하카타 방면 |